# Aleiodes eurinus
Aleiodes eurinus är en stekelart som först beskrevs av Telenga 1941.  Aleiodes eurinus ingår i släktet Aleiodes och familjen bracksteklar. Inga underarter finns listade i Catalogue of Life.